# Hrómundar saga Gripssonar
Hrómundar saga Gripssonar o La saga de Hromund Gripsson es una saga legendaria de Islandia. La versión original se ha perdido, pero su contenido se ha conservado en el rímur sobre Hrómundr Gripsson publicado en Fernir forníslenzkar rímnaflokkar (1896). Estos rímur fueron la base para la desapreciada saga Hrómunds que se encuentra incluida en el Arnamagnæan Codex, nr 587, 4°, y conservada en Fornaldarsögur.
Según la Sturlunga saga, la versión original fue compuesta por el granjero Hrolf de Skálmarnes y que recitó personalmente en una boda de Reykjahólar en 1119.
La saga se inspira en secciones de la obra perdida Káruljóð que se menciona en la sección prosaica de Helgakviða Hundingsbana II. En esta sección se cita que Helgi Hundingsbane y su amante, la valkiria Sigrún han renacido como Helgi Haddingjaskati y Kára. 
Según Landnámabók, Hrómundr Gripsson era el bisabuelo por parte paterna de Ingólfur Arnarson, lo que implica que debería haber vivido en Noruega en la primera mitad del siglo VIII.
Probablemente no es un relato de acontecimientos históricos, ya que el rey Sverre I de Noruega, comentó que era «un divertido cuento de mentiras».

## Sinopsis
El argumento de la saga ronda alrededor del personaje Hrómundr al servicio del rey guerrero Óláf (Óláfr konungr liði) y las batallas de Hrómund con el berserker Hröngvið y el no-muerto hechicero-rey Þráinn, un draugr (antiguo rey de la Galia, Valland). Þráinn había matado a 420 hombres incluido el rey sueco Semingr con su espada encantada de muérdago Mistilteinn. Hrómund lucha con Þráinn y triunfa, quema su cuerpo y se queda con Mistilteinn. Más tarde lucha con dos reyes de Suecia llamados Haldingr, y su campeón Helgi Haddingjaskati (hermano de Hröngvið) quien recibe ayuda en batalla de la magia de su amante Kára. Durante la batalla, ella toma forma de un cisne, perfil que probablemente se basa en la figura de la valkiria del mismo nombre (Kára). Por un error, Helgi hiere al cisne con su espada y ya no recibe la protección mágica de Kára, y muere de manos de Hrómund. Tras algunas aventuras, Hrómund mata al último rey sueco Haldingr.

## Suecia
Hrómundr tiene relación con leyendas suecas de Ramunder hin Onde (Hrómundr el Malvado). Según la tradición, era un salvaje y malvado vikingo que fundó el asentamiento de Ramundeboda en el bosque de Tiveden, Suecia. Su hija Skaga construyó una stavkirke (típica iglesia nórdica de madera) de su mismo nombre.